# 구노헤성

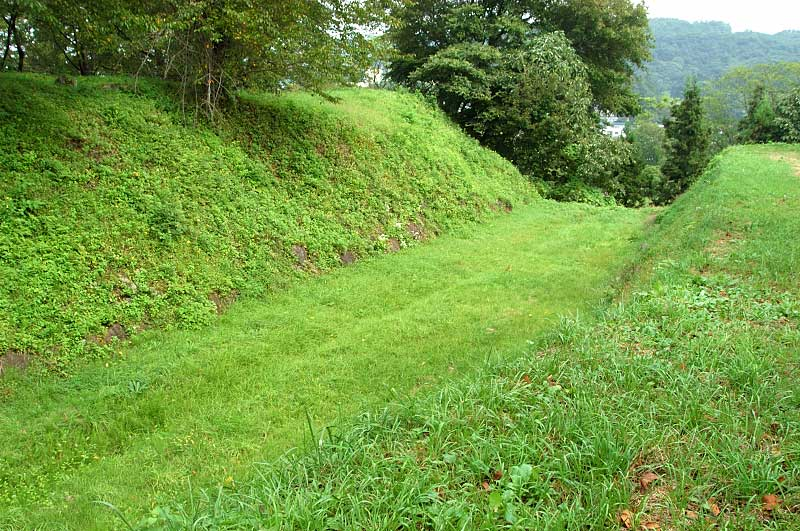

구노헤성(일본어: 九戸城 구노헤조[*])는 이와테현 니노헤시 후쿠오카조노우치에 있었던 성으로 후쿠오카 성(福岡城), 미야노 성(宮野城)이라는 이칭을 가지고 있다. 성터는 현재 국가 사적으로 지정되어 있다.

## 개요
마베치 강과 시라토리 강의 합류지점에 본성인 혼마루, 니노마루를 입지해 있으며, 그 주변을 외성인 산노마루와 와카사다테, 도다테, 마쓰노마루가 둘러싼 형태로 되어 있다. 그 밖에도 시라토리 강의 지류인 네코베치 강이 성을 감싸고 있다. 혼마루 서쪽에는 산노마루가, 니노마루 혼마루의 남쪽과 동쪽을 감싸고 있으며, 니노마루 남쪽에는 성의 정문에 해당하는 오테 문이 있고, 북쪽에는 가라메테 문이 있다. 대부분 성은 토루로 구성되어 있으며, 혼마루 일부에는 석벽도 존재한다.
성터는 1935년 6월 7일 국가 사적으로 지정되었다.

## 역사
메이오 년간(1492년 ~ 1501년) 구노헤 미쓰마사가 축성했다고 전해진다. 그 후, 구노헤 가문은 성을 확장 개수한다.
덴쇼 년간(1573년 ~ 1591년) 동안, 주가 난부 가문의 후계문제로 성주 구노헤 마사자네는 산노헤성의 종가 난부 노부나오와 대립하였고, 마침내 1591년 구노헤 마사자네는 난부 노부나오에 반기를 들어 거병한다. 이를 구노헤의 난이라고 한다. 난부 노부나오는 주변 가신들이 구노헤 가문에 동조하거나 눈치를 보자, 자력으로 진압이 불가능하다는 것을 알고, 당시 권력자 도요토미 히데요시에 구원을 요청한다. 이에 히데요시는 도요토미 히데쓰구, 아사노 나가마사, 가모 우지사토 등의 토벌군을 파견한다. 이 밖에도 간토, 오슈의 여러 가문도 참가하여 토벌군의 규모는 6만에 이른다. 하지만, 약 5천이 지키는 구노헤 성은 함락되지 않고, 토벌군은 고전한다. 이에 음력 9월 히데요시는 부녀자와 하급무사의 구명을 조건으로 개성으로 요구하였고, 마사자네는 이에 응해 성문을 열어 항복한다. 하지만, 조명 조건은 반고되어 성내의 모든 사람이 참살되고, 구노헤 가문은 멸문된다.
그 후, 구노헤 가문의 잔존 세력을 경계해 히데요시의 명으로 남아 있던 가모 우지사토가 성과 마을을 정비해 잠시동안 주둔하였다가, 난부 노부나오에게 성을 양도한다. 이에 노부나오는 구노헤 성을 후쿠오카 성로 개칭해 본거지로 삼았다. 하지만, 반란을 진압할 때 원군으로 온 가모 우지사토와 아사노 나가마사부터 구노헤는 본거지로 삼기에 너무 북으로 치우쳤다는 조언을 듣고, 1592년 난부 노부나오는 고즈카타 지역을 정비하기 시작한다. 그 후, 노부나오의 아들 난부 도시나오는 모리오카 성이 완공되자, 거처를 모리오카 성으로 삼는다. 1636년 후쿠오카 성은 폐성되었다.